# エルンスト・マイヤー (政治家)

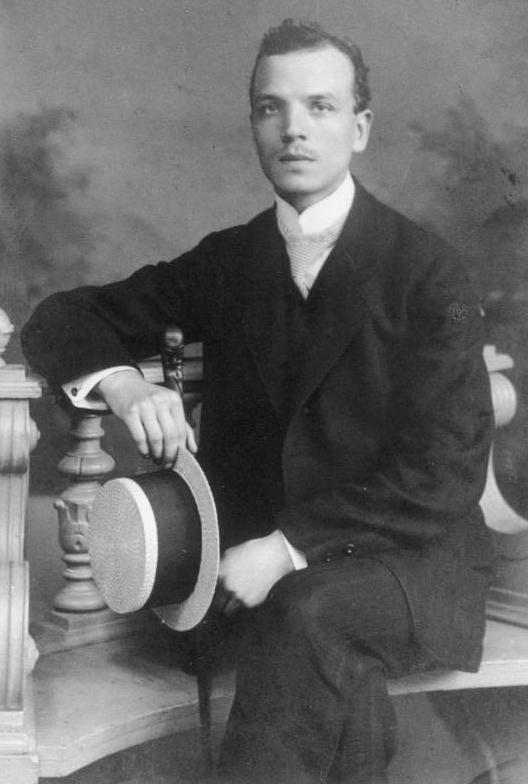
エルンスト・マイヤー

エルンスト・マイヤー（ドイツ語: Ernst Meyer, 1887年7月5日 - 1930年2月2日）は、ドイツの政治活動家、政治家。ドイツ共産党（KPD）の創設メンバーにして、同党の指導者として知られる。しかし、党内においてエルンスト・テールマンの政敵でもあったため、1928年に党指導部から失脚、間も無く43歳で結核性肺炎により死去。

## 来歴

### 前半生
東プロイセンのプロストケン生まれ。ケーニヒスベルク大学で経済学及び哲学を学び、1910年に博士号を取得。

### 政歴
1908年ドイツ社会民主党（SPD）に入党、当時大学生ながら同党の日刊機関紙『前進』（Vorwärts）の記事執筆を始める。1911年には同紙の経済面編集者に昇格を果たす。第一次世界大戦に際しては、ローザ・ルクセンブルク、カール・リープクネヒト、フランツ・メーリングやクララ・ツェトキンと共にSPD極左派に属した。
レオ・ヨギヘスとは政治的に近しい間柄で、スパルタクス団の刊行物の発行に参加。しかし、『前進』編集部においては唯一のスパルタクス団員とあり、大戦でドイツを支持せんとする編集部の意向に抗う事となる。このためSDP右派の標的となり、1915年4月15日編集部から追放を余儀無くされた。
1915年の第1回ツィンマーヴァルト会議へはスパルタクス団の代表委員として出席。なお、会議には同団を含む3つの政治グループ、5名のドイツ人が参加しているが、そのうちの1人がマイヤーであった。
一方、社会民主主義運動の修正主義派から革命的社会主義派への即時解消を求める、ツィンマーヴァルト左派決議には、スパルタクス団の盟友であるベルタ・タールハイマー(de:Bertha Thalheimer)と共に、支持しない方針を採る。翌年スイスのキーンタールで開かれた第2回会議にも、代表委員として出席。カール・リープクネヒトが反戦運動を試みた後、ルクセンブルクやメーリングと共に地下へ潜行を余儀無くされる。
1918年末にスパルタクス団はドイツ共産党となり、12名から成る新組織の中央委員会委員に選出。ドイツ革命期には、KPD機関紙『赤旗』編集部で頭角を現すようになった。
1920年中央委員会委員に再選され、党政治局員も兼務。同年夏にモスクワで開かれたコミンテルンの第2回世界会議には、KPDから代議員として出席した。会議の席上で農地所有にかかる問題を報告した功により、コミンテルン執行委員会（ECCI）並びに最高会議幹部会に引き立てられる事となる。
1921年には、プロイセン議会議員選挙でKPDから出馬し初当選を果たす。1922年モスクワへ戻り、コミンテルン第4回世界会議にドイツ人代表団のメンバーとして出席。翌年1月に開かれたKPD党大会で報告を行うも、中央委員会委員再選には至らなかった。しかし、党主要メンバーである事には変わらず、1925年党内に変化があって以降、党指導部に返り咲く。
1926年春コミンテルン第6回拡大総会に出席するものの、ドイツ国内の問題を巡って議論が行われる中で、個人的な批判に晒されてしまう。続く同年11月にも、コミンテルン第7回拡大総会に出席。1927年のKPD党大会までには、中央委員会及び政治局に再選される。懐柔派の領袖の1人として、エルンスト・テールマンの政敵でもあったため、1928年に事実上の政治生命終焉を余儀無くされた。

### 晩年と死後
1929年末から翌年初において、永らく患っていた結核が肺炎を併発。1930年2月2日、43歳の若さで逝去。
死に際して、盟友のパウル・フレーリッヒ(de:Paul Frölich (Politiker))は「非常に冷静かつ真面目で、慎重な考えの人」との言葉を残し、党の政策や戦術を巡る討議でこうした性格が評価されたとしている。